# ATP-seizoen 2023
Het ATP-seizoen in 2023 bestond uit de internationale tennistoernooien, die door de ATP en ITF werden georganiseerd in het kalenderjaar 2023.
Het speelschema omvat:
- 63 ATP-toernooien, bestaande uit de categorieën:
  - ATP Tour Masters 1000: 9
  - ATP Tour 500: 13
  - ATP Tour 250: 37
  - ATP Finals: eindejaarstoernooi voor de 8 beste tennissers/dubbelteams;
  - Next Generation ATP Finals: eindejaarstoernooi voor de 7 beste tennissers jonger dan 21 jaar (+ 1 wildcard), geen ATP-punten;
  - United Cup: landenwedstrijd;
  - Laver Cup: continententoernooi tussen Team Europa en Team Wereld, geen ATP-punten.
- 6 ITF-toernooien, bestaande uit de:
  - 4 grandslamtoernooien;
  - Davis Cup: landenteamtoernooi, geen ATP-punten;
  - Hopman Cup: landenteamtoernooi voor gemengde tenniskoppels, geen ATP-punten.

## Toernooiwijzigingen

### Annulaties
- ATP-toernooi van Belgrado verdween één jaar van de kalender omdat het toernooi de locatie gaat uitbreiden, wordt vervangen door het ATP-toernooi van Banja Luka. In 2024 stond het toernooi van Belgrado niet op de kalender.

### Verdwenen toernooien
- ATP-toernooi van Melbourne verdween van de kalender, dit toernooi werd in 2021 en 2022 georganiseerd ter vervanging van enkele geannuleerde geannuleerde toernooien vanwege de coronapandemie
- ATP-toernooi van Sydney verdween van de kalender, omdat Sydney een speelstad voor de United Cup werd
- ATP-toernooi van San Diego verdwijnt van de kalender, nadat het tweemaal georganiseerd is als vervanging van de Chinese toernooien
- ATP-toernooi van Seoel verdwijnt van de kalender, in 2022 eenmalig georganiseerd als vervanging van de Chinese toernooien
- ATP-toernooi van Florence verdwijnt van de kalender, in 2022 eenmalig georganiseerd als vervanging van de Chinese toernooien
- ATP-toernooi van Gijón verdwijnt van de kalender, in 2022 eenmalig georganiseerd als vervanging van de Chinese toernooien
- ATP-toernooi van Napels verdwijnt van de kalender, in 2022 eenmalig georganiseerd als vervanging van de Chinese toernooien

### Nieuwe/terugkerende toernooien
- ATP-toernooi van Adelaide kreeg een tweede toernooi in 2023 (in twee achtereenvolgende weken), doordat de licentiehouder Brandplus het toernooi van Sofia heeft verplaats naar Adelaide
- ATP-toernooi van Auckland keerde terug na twee geannuleerde edities vanwege het Corona virus
- ATP-toernooi van Banja Luka verving het toernooi van Belgrado eenmalig
- Hopman Cup keert terug op de kalender na drie jaar afwezigheid met een nieuwe plaats op de kalender en in een nieuwe locatie. Het toernooi vindt vanaf 2023 plaats in Nice, Frankrijk in de maand juli, de week na Wimbledon.[1] Voorheen vond het toernooi altijd plaats in Perth, Australië in de maand januari.[2] Bij de hervatting nemen geen acht maar zes landenteams deel. Nice heeft een vijfjarig contract getekend met de ITF, tot en met 2027. Vanaf de editie van 2025 wordt het aantal teams weer uitgebreid naar acht.
- ATP-toernooi van Chengdu keert terug na drie geannuleerde edities
- ATP-toernooi van Zhuhai keert terug na drie geannuleerde edities
- ATP-toernooi van Peking keert terug na drie geannuleerde edities
- ATP-toernooi van Shanghai keert terug na drie geannuleerde edities vanwege het Corona virus, wordt een tiendaags toernooi en uitgebreid naar 96 deelnemers

### Wijzigingen
- ATP-toernooi van Madrid, werd een tiendaags toernooi met 96 deelnemers in het enkelspel, de toernooien van Estoril en München die oorspronkelijk in de week voorafgaand aan het toernooi van Madrid werden georganiseerd zijn door de uitbreiding van een extra week verplaatst naar respectievelijk de eerste week van het gravelseizoen en de derde week van het gravelseizoen.
- ATP-toernooi van Rome, werd een tiendaags toernooi met 96 deelnemers in het enkelspel, om het toernooi met een week te verlengen zijn alle gravel- en grastoernooien na Rome met een week naar achter geschoven en is er één week tussen Wimbledon en het Masters toernooi van Toronto uitgehaald. Tussen beide toernooien zit nu nog drie weken in plaats van vier.
- ATP-toernooi van Astana wordt voortgezet als ATP 250 series, na een jaar ATP 500, ter vervanging van Peking
- ATP-toernooi van Sofia verdween van de kalender vanwege een planningsconflict met de ATP. De ATP had het toernooi van Sofia gepland in de week van 30 januari t/m 5 februari, tegelijk met de kwalificatieronde van de Davis Cup. Het Bulgaarse Davis Cup team moest in diezelfde week spelen tegen Nieuw-Zeeland. De organisatie ging daarom niet akkoord met de geplande datum. De organisatie van het toernooi en de ATP zijn niet tot een oplossing kunnen komen. De licentiehouder Brandplus heeft vervolgens besloten om het toernooi te verplaatsen naar Adelaide, Australië.[3][4][5]

Naar aanleiding van de oorlog tussen Hamas en Israël werd besloten het toernooi van Tel Aviv te verplaatsen naar Sofia.

## Speelschema

### Legenda
| Grand Slams           |
| Olympische Spelen     |
| ATP Tour Finals       |
| ATP Tour Masters 1000 |
| ATP Tour 500          |
| ATP Tour 250          |
| Toernooien voor teams |

Codering
De codering voor het aantal deelnemers.
128S/128Q/64D/32X
- 128 deelnemers aan hoofdtoernooi (S)
- 128 aan het kwalificatietoernooi (Q)
- 64 koppels in het dubbelspel (D)
- 32 koppels in het gemengd dubbelspel (X)

Alle toernooien worden in principe buiten gespeeld, tenzij anders vermeld.
RR = groepswedstrijden, (i) = indoor

### Januari
| Week van              | Toernooi | Winnaar(s) | Finalist(en) | Uitslag finale      |         |
| --------------------- | --- | --- | --- | ------------------- | ------- |
| 2 januari             | United Cup Brisbane, Perth, Sydney, Australië Landenteamcompetitie $ 8.400.000 - hardcourt - 18 teams | Verenigde Staten Taylor Fritz, Frances Tiafoe Denis Kudla, Hunter Reese Jessica Pegula, Madison Keys Alycia Parks, Desirae Krawczyk                                                                     | Italië Matteo Berrettini, Lorenzo Musetti Andrea Vavassori, Marco Bortolotti Martina Trevisan, Lucia Bronzetti Camilla Rosatello                                 | 4-0                 | Details |
| 2 januari             | Adelaide International 1 Adelaide, Australië ATP Tour 250 $ 642.735 - hardcourt - 32S/16Q/24D | Novak Djokovic | Sebastian Korda | 6-7(8), 7-6(3), 6-4 | Details |
| 2 januari             | Adelaide International 1 Adelaide, Australië ATP Tour 250 $ 642.735 - hardcourt - 32S/16Q/24D | Lloyd Glasspool Harri Heliövaara | Jamie Murray Michael Venus | 6-3, 7-6(3)         | Details |
| 2 januari             | Tata Open Maharashtra Pune, India ATP Tour 250 $ 642.735 - hardcourt - 28S/16Q/16D | Tallon Griekspoor | Benjamin Bonzi | 4-6, 7-5, 6-3       | Details |
| 2 januari             | Tata Open Maharashtra Pune, India ATP Tour 250 $ 642.735 - hardcourt - 28S/16Q/16D | Sander Gillé Joran Vliegen | Sriram Balaji Jeevan Nedunchezhiyan | 6-4, 6-4            | Details |
| 10 januari            | ASB Classic Auckland, Nieuw-Zeeland ATP Tour 250 $ 642.735 - hardcourt - 28S/16Q/24D | Richard Gasquet | Cameron Norrie | 4-6, 6-4, 6-4       | Details |
| 10 januari            | ASB Classic Auckland, Nieuw-Zeeland ATP Tour 250 $ 642.735 - hardcourt - 28S/16Q/24D | Nikola Mektić Mate Pavić | Nathaniel Lammons Jackson Withrow | 6-4, 6-7(5), [10-6] | Details |
| 10 januari            | Adelaide International 2 Adelaide, Australië ATP Tour 250 $ 642.735 - hardcourt - 28S/16Q/24D | Kwon Soon-woo | Roberto Bautista Agut | 6-4, 3-6, 7-6(4)    | Details |
| 10 januari            | Adelaide International 2 Adelaide, Australië ATP Tour 250 $ 642.735 - hardcourt - 28S/16Q/24D | Marcelo Arévalo Jean-Julien Rojer | Ivan Dodig Austin Krajicek | walkover            | Details |
| 17 januari 24 januari | Australian Open Melbourne, Australië Grand Slam AU$ 33.784.200 - hardcourt 128S/128Q/64D/32X | Novak Djokovic | Stéfanos Tsitsipás | 6-3, 7-6(4), 7-6(5) | Details |
| 17 januari 24 januari | Australian Open Melbourne, Australië Grand Slam AU$ 33.784.200 - hardcourt 128S/128Q/64D/32X | Rinky Hijikata Jason Kubler | Hugo Nys Jan Zielinski | 6-4, 7-6(4)         | Details |
| 17 januari 24 januari | Australian Open Melbourne, Australië Grand Slam AU$ 33.784.200 - hardcourt 128S/128Q/64D/32X | Luisa Stefani Rafael Matos | Sania Mirza Rohan Bopanna | 7-6(2), 6-2         | Details |
| 30 januari            | Davis Cup by Rakuten (kwalificatieronde) Rijeka, Kroatië - Tatabánya, Hongarije - Tasjkent, Oezbekistan - Trier, Duitsland - Cota, Colombia - Oslo, Noorwegen - La Serena, Chili - Seoel, Zuid-Korea - Stockholm, Zweden - Groningen, Nederland - Espoo, Finland - Maia, Portugal - | Kwalificatieronde winnaars Kroatië 3-1 Frankrijk 3-2 Verenigde Staten 4-0 Zwitserland 3-2 Verenigd Koninkrijk 3-1 Servië 4-0 Chili 3-1 Zuid-Korea 3-2 Zweden 3-1 Nederland 4-0 Finland 3-1 Tsjechië 3-1 | Kwalificatieronde verliezers Oostenrijk Hongarije Oezbekistan Duitsland Colombia Noorwegen Kazachstan België Bosnië en Herzegovina Slowakije Argentinië Portugal |                     | Details |

### Februari
| Week van    | Toernooi | Winnaar(s)                               | Finalist(en)                               | Uitslag finale          |         |
| ----------- | --- | ---------------------------------------- | ------------------------------------------ | ----------------------- | ------- |
| 6 februari  | Córdoba Open Córdoba, Argentinië ATP Tour 250 $ 642.735 - gravel - 28S/16Q/16D                                              | Sebastián Báez                           | Federico Coria                             | 6-1, 3-6, 6-3           | Details |
| 6 februari  | Córdoba Open Córdoba, Argentinië ATP Tour 250 $ 642.735 - gravel - 28S/16Q/16D                                              | Máximo González Andrés Molteni           | Sadio Doumbia Fabien Reboul                | 6-4, 6-4                | Details |
| 6 februari  | Dallas Open Dallas, Verenigde Staten ATP Tour 250 $ 738.480 - hardcourt (i) - 28S/16Q/16D                                   | Wu Yibing                                | John Isner                                 | 6-7(4), 7-6(3), 7-6(12) | Details |
| 6 februari  | Dallas Open Dallas, Verenigde Staten ATP Tour 250 $ 738.480 - hardcourt (i) - 28S/16Q/16D                                   | Jamie Murray Michael Venus               | Nathaniel Lammons Jackson Withrow          | 1-6, 7-6(4), [10-7]     | Details |
| 6 februari  | Open Sud de France Montpellier, Frankrijk ATP Tour 250 € 562.815 - hardcourt (i) - 28S/16Q/16D                              | Jannik Sinner                            | Maxime Cressy                              | 7-6(3), 6-3             | Details |
| 6 februari  | Open Sud de France Montpellier, Frankrijk ATP Tour 250 € 562.815 - hardcourt (i) - 28S/16Q/16D                              | Robin Haase Matwé Middelkoop             | Maxime Cressy Albano Olivetti              | 7-6(4), 4-6, [10-6]     | Details |
| 13 februari | ABN AMRO Tennis Tournament Rotterdam, Nederland ATP Tour 500 € 2.074.505 - hardcourt (i) - 32S/16Q/16D                      | Daniil Medvedev                          | Jannik Sinner                              | 5-7, 6-2, 6-2           | Details |
| 13 februari | ABN AMRO Tennis Tournament Rotterdam, Nederland ATP Tour 500 € 2.074.505 - hardcourt (i) - 32S/16Q/16D                      | Ivan Dodig Austin Krajicek               | Rohan Bopanna Matthew Ebden                | 7-6(5), 2-6, [12-10]    | Details |
| 13 februari | Argentina Open Buenos Aires, Argentinië ATP Tour 250 $ 626.945 - gravel - 28S/16Q/16D                                       | Carlos Alcaraz                           | Cameron Norrie                             | 6-3, 7-5                | Details |
| 13 februari | Argentina Open Buenos Aires, Argentinië ATP Tour 250 $ 626.945 - gravel - 28S/16Q/16D                                       | Simone Bolelli Fabio Fognini             | Nicolás Barrientos Ariel Behar             | 6-2, 6-4                | Details |
| 13 februari | Delray Beach Open by VITACOST.COM Delray Beach, Verenigde Staten ATP Tour 250 $ 642.735 - hardcourt - 28S/16Q/16D           | Taylor Fritz                             | Miomir Kecmanović                          | 6-0, 5-7, 6-2           | Details |
| 13 februari | Delray Beach Open by VITACOST.COM Delray Beach, Verenigde Staten ATP Tour 250 $ 642.735 - hardcourt - 28S/16Q/16D           | Marcelo Arévalo Jean-Julien Rojer        | Rinky Hijikata Reese Stalder               | 6-3, 6-4                | Details |
| 20 februari | Rio Open presented by Claro Rio de Janeiro, Brazilië ATP Tour 500 $ 2.013.940 - gravel - 32S/16Q/16D                        | Cameron Norrie                           | Carlos Alcaraz                             | 5-7, 6-4, 7-5           | Details |
| 20 februari | Rio Open presented by Claro Rio de Janeiro, Brazilië ATP Tour 500 $ 2.013.940 - gravel - 32S/16Q/16D                        | Máximo González Andrés Molteni           | Juan Sebastián Cabal Marcelo Melo          | 6-1, 7-6(3)             | Details |
| 20 februari | Qatar ExxonMobil Open Doha, Qatar ATP Tour 250 $ 1.377.025 - hardcourt - 28S/16Q/16D                                        | Daniil Medvedev                          | Andy Murray                                | 6-4, 6-4                | Details |
| 20 februari | Qatar ExxonMobil Open Doha, Qatar ATP Tour 250 $ 1.377.025 - hardcourt - 28S/16Q/16D                                        | Rohan Bopanna Matthew Ebden              | Constant Lestienne Botic van de Zandschulp | 6-7(5), 6-4, [10-6]     | Details |
| 20 februari | Open 13 Provence Marseille, Frankrijk ATP Tour 250 € 708.410 - hardcourt (i) - 28S/16Q/16D                                  | Hubert Hurkacz                           | Benjamin Bonzi                             | 6-3, 7-6(4)             | Details |
| 20 februari | Open 13 Provence Marseille, Frankrijk ATP Tour 250 € 708.410 - hardcourt (i) - 28S/16Q/16D                                  | Santiago González Édouard Roger-Vasselin | Nicolas Mahut Fabrice Martin               | 4-6, 7-6(4), [10-7]     | Details |
| 27 februari | Abierto Mexicano Telcel presentado por HSBC Acapulco, Mexico ATP Tour 500 $ 2.013.940 - hardcourt - 32S/16Q/16D             | Alex de Minaur                           | Tommy Paul                                 | 3-6, 6-4, 6-1           | Details |
| 27 februari | Abierto Mexicano Telcel presentado por HSBC Acapulco, Mexico ATP Tour 500 $ 2.013.940 - hardcourt - 32S/16Q/16D             | Alexander Erler Lucas Miedler            | Nathaniel Lammons Jackson Withrow          | 7-6(9), 7-6(3)          | Details |
| 27 februari | Dubai Duty Free Tennis Championships Dubai, Verenigde Arabische Emiraten ATP Tour 500 $ 2.855.495 - hardcourt - 32S/16Q/16D | Daniil Medvedev                          | Andrej Roebljov                            | 6-2, 6-2                | Details |
| 27 februari | Dubai Duty Free Tennis Championships Dubai, Verenigde Arabische Emiraten ATP Tour 500 $ 2.855.495 - hardcourt - 32S/16Q/16D | Maxime Cressy Fabrice Martin             | Lloyd Glasspool Harri Heliövaara           | 7-6(2), 6-4             | Details |
| 27 februari | Chile Dove Men+Care Open Santiago, Chili ATP Tour 250 $ 642.735 - gravel - 28S/16Q/16D                                      | Nicolás Jarry                            | Tomás Martín Etcheverry                    | 6-7(5), 7-6(5), 6-2     | Details |
| 27 februari | Chile Dove Men+Care Open Santiago, Chili ATP Tour 250 $ 642.735 - gravel - 28S/16Q/16D                                      | Andrea Pellegrino Andrea Vavassori       | Thiago Seyboth Wild Matías Soto            | 6-4, 3-6, [12-10]       | Details |

### Maart
| Week van          | Toernooi | Winnaar(s)                               | Finalist(en)                  | Uitslag finale   |         |
| ----------------- | --- | ---------------------------------------- | ----------------------------- | ---------------- | ------- |
| 6 maart 13 maart  | BNP Paribas Open Indian Wells, Verenigde Staten ATP Tour Masters 1000 $ 8.800.000 - hardcourt - 96S/48Q/32D | Carlos Alcaraz                           | Daniil Medvedev               | 6-3, 6-2         | Details |
| 6 maart 13 maart  | BNP Paribas Open Indian Wells, Verenigde Staten ATP Tour Masters 1000 $ 8.800.000 - hardcourt - 96S/48Q/32D | Rohan Bopanna Matthew Ebden              | Wesley Koolhof Neal Skupski   | 6-3, 2-6, [10-8] | Details |
| 20 maart 27 maart | Miami Open presented by Itaú Miami, Verenigde Staten $ 8.800.000 - hardcourt - 96S/48Q/32D                  | Daniil Medvedev                          | Jannik Sinner                 | 7-5, 6-3         | Details |
| 20 maart 27 maart | Miami Open presented by Itaú Miami, Verenigde Staten $ 8.800.000 - hardcourt - 96S/48Q/32D                  | Santiago González Édouard Roger-Vasselin | Austin Krajicek Nicolas Mahut | 7-6(4), 7-5      | Details |

### April
| Week van       | Toernooi | Winnaar(s)                         | Finalist(en)                          | Uitslag finale      |         |
| -------------- | --- | ---------------------------------- | ------------------------------------- | ------------------- | ------- |
| 3 april        | Millennium Estoril Open Estoril, Portugal ATP Tour 250 € 562.815 - gravel - 28S/16Q/16D                                                         | Casper Ruud                        | Miomir Kecmanović                     | 6-2, 7-6(3)         | Details |
| 3 april        | Millennium Estoril Open Estoril, Portugal ATP Tour 250 € 562.815 - gravel - 28S/16Q/16D                                                         | Sander Gillé Joran Vliegen         | Nikola Ćaćić Miomir Kecmanović        | 6-3, 6-4            | Details |
| 3 april        | Fayez Sarofim & Co. U.S. Men's Clay Court Championships Houston, Verenigde Staten ATP Tour 250 $ 642.735 - gravel (kastanjebruin) - 28S/16Q/16D | Frances Tiafoe                     | Tomás Martín Etcheverry               | 7-6(1), 7-6(6)      | Details |
| 3 april        | Fayez Sarofim & Co. U.S. Men's Clay Court Championships Houston, Verenigde Staten ATP Tour 250 $ 642.735 - gravel (kastanjebruin) - 28S/16Q/16D | Max Purcell Jordan Thompson        | Julian Cash Henry Patten              | 4-6, 6-4, [12-10]   | Details |
| 3 april        | Grand Prix Hassan II Marrakesh, Marokko ATP Tour 250 € 562.815 - gravel - 32S/16Q/16D                                                           | Roberto Carballés Baena            | Alexandre Müller                      | 4-6, 7-6(3), 6-2    | Details |
| 3 april        | Grand Prix Hassan II Marrakesh, Marokko ATP Tour 250 € 562.815 - gravel - 32S/16Q/16D                                                           | Marcelo Demoliner Andrea Vavassori | Alexander Erler Lucas Miedler         | 6-4, 3-6, [12-10]   | Details |
| 10 april       | Rolex Monte-Carlo Masters Monte Carlo, Monaco ATP Tour Masters 1000 € 5.779.335 - gravel - 56S/28Q/28D                                          | Andrej Roebljov                    | Holger Rune                           | 5-7, 6-2, 7-5       | Details |
| 10 april       | Rolex Monte-Carlo Masters Monte Carlo, Monaco ATP Tour Masters 1000 € 5.779.335 - gravel - 56S/28Q/28D                                          | Ivan Dodig Austin Krajicek         | Romain Arneodo Sam Weissborn          | 6-0, 4-6, [14-12]   | Details |
| 18 april       | Barcelona Open Banc Sabadell Barcelona, Spanje ATP Tour 500 € 2.722.480 - gravel - 48S/24Q/16D                                                  | Carlos Alcaraz                     | Stéfanos Tsitsipás                    | 6-3, 6-4            | Details |
| 18 april       | Barcelona Open Banc Sabadell Barcelona, Spanje ATP Tour 500 € 2.722.480 - gravel - 48S/24Q/16D                                                  | Máximo González Andrés Molteni     | Wesley Koolhof Neal Skupski           | 6-3, 6-7(8), [10-4] | Details |
| 18 april       | Banja Luka Open Banja Luka, Bosnië en Herzegovina ATP Tour 250 € 562.815 - gravel - 28S/16Q/16D                                                 | Dusan Lajovic                      | Andrej Roebljov                       | 6-3, 4-6, 6-4       | Details |
| 18 april       | Banja Luka Open Banja Luka, Bosnië en Herzegovina ATP Tour 250 € 562.815 - gravel - 28S/16Q/16D                                                 | Jamie Murray Michael Venus         | Francisco Cabral Oleksandr Nedovjesov | 7-5, 6-2            | Details |
| 18 april       | BMW Open by American Express München, Duitsland ATP Tour 250 € 562.815 - gravel - 28S/16Q/16D                                                   | Holger Rune                        | Botic van de Zandschulp               | 6-4, 1-6, 7-6(3)    | Details |
| 18 april       | BMW Open by American Express München, Duitsland ATP Tour 250 € 562.815 - gravel - 28S/16Q/16D                                                   | Alexander Erler Lucas Miedler      | Kevin Krawietz Tim Pütz               | 6-3, 6-4            | Details |
| 26 april 3 mei | Mutua Madrid Open Madrid, Spanje ATP Tour Masters 1000 € 7.705.780 - gravel - 96S/28Q/32D                                                       | Carlos Alcaraz                     | Jan-Lennard Struff                    | 6-4, 3-6, 6-3       | Details |
| 26 april 3 mei | Mutua Madrid Open Madrid, Spanje ATP Tour Masters 1000 € 7.705.780 - gravel - 96S/28Q/32D                                                       | Karen Chatsjanov Andrej Roebljov   | Rohan Bopanna Matthew Ebden           | 6-3, 3-6, [10-3]    | Details |

### Mei
| Week van      | Toernooi                                                                                          | Winnaar(s)                 | Finalist(en)                        | Uitslag finale   |         |
| ------------- | ------------------------------------------------------------------------------------------------- | -------------------------- | ----------------------------------- | ---------------- | ------- |
| 10 mei 17 mei | Internazionali BNL d'Italia Rome, Italië ATP Tour Masters 1000 € 7.705.780 - gravel - 96S/28Q/32D | Daniil Medvedev            | Holger Rune                         | 7-5, 7-5         | Details |
| 10 mei 17 mei | Internazionali BNL d'Italia Rome, Italië ATP Tour Masters 1000 € 7.705.780 - gravel - 96S/28Q/32D | Hugo Nys Jan Zieliński     | Robin Haase Botic van de Zandschulp | 7-5, 6-1         | Details |
| 21 mei        | Gonet Geneva Open Genève, Zwitserland ATP Tour 250 € 562.815 - gravel - 28S/16Q/16D               | Nicolás Jarry              | Grigor Dimitrov                     | 7-6(1), 6-1      | Details |
| 21 mei        | Gonet Geneva Open Genève, Zwitserland ATP Tour 250 € 562.815 - gravel - 28S/16Q/16D               | Jamie Murray Michael Venus | Marcel Granollers Horacio Zeballos  | 7-6(6), 7-6(3)   | Details |
| 21 mei        | Open Parc Auvergne-Rhone-Alpes Lyon Lyon, Frankrijk ATP Tour 250 € 562.815 - gravel - 28S/16Q/16D | Arthur Fils                | Francisco Cerúndolo                 | 6-3, 7-5         | Details |
| 21 mei        | Open Parc Auvergne-Rhone-Alpes Lyon Lyon, Frankrijk ATP Tour 250 € 562.815 - gravel - 28S/16Q/16D | Rajeev Ram Joe Salisbury   | Nicolas Mahut Matwé Middelkoop      | 6-0, 6-3         | Details |
| 28 mei 5 juni | Roland Garros Parijs, Frankrijk Grand Slam €24.800.000 - gravel 128S/128Q/64D/32X                 | Novak Đoković              | Casper Ruud                         | 7-6(1), 6-3, 7-5 | Details |
| 28 mei 5 juni | Roland Garros Parijs, Frankrijk Grand Slam €24.800.000 - gravel 128S/128Q/64D/32X                 | Ivan Dodig Austin Krajicek | Sander Gillé Joran Vliegen          | 6-3, 6-1         | Details |
| 28 mei 5 juni | Roland Garros Parijs, Frankrijk Grand Slam €24.800.000 - gravel 128S/128Q/64D/32X                 | Miyu Kato Tim Pütz         | Bianca Andreescu Michael Venus      | 4-6, 6-4, [10-6] | Details |

### Juni
| Week van | Toernooi | Winnaar(s)                  | Finalist(en)                         | Uitslag finale      |         |
| -------- | --- | --------------------------- | ------------------------------------ | ------------------- | ------- |
| 12 juni  | Libéma Open Rosmalen, Nederland ATP Tour 250 € 673.300 - gras - 28S/16Q/16D                                   | Tallon Griekspoor           | Jordan Thompson                      | 6-7(4), 7-6(3), 6-3 | Details |
| 12 juni  | Libéma Open Rosmalen, Nederland ATP Tour 250 € 673.300 - gras - 28S/16Q/16D                                   | Wesley Koolhof Neal Skupski | Gonzalo Escobar Oleksandr Nedovjesov | 7-6(1), 6-2         | Details |
| 12 juni  | Boss Open Stuttgart, Duitsland ATP Tour 250 € 673.300 - gras - 28S/16Q/16D                                    | Frances Tiafoe              | Jan-Lennard Struff                   | 4-6, 7-6(1), 7-6(8) | Details |
| 12 juni  | Boss Open Stuttgart, Duitsland ATP Tour 250 € 673.300 - gras - 28S/16Q/16D                                    | Nikola Mektić Mate Pavić    | Kevin Krawietz Tim Pütz              | 7-6(2), 6-3         | Details |
| 19 juni  | Terra Wortmann Open Halle, Duitsland ATP Tour 500 € 2.195.175 - gras - 32S/24Q/16D                            | Aleksandr Boeblik           | Andrej Roebljov                      | 6-3, 3-6, 6-3       | Details |
| 19 juni  | Terra Wortmann Open Halle, Duitsland ATP Tour 500 € 2.195.175 - gras - 32S/24Q/16D                            | Marcelo Melo John Peers     | Simone Bolelli Andrea Vavassori      | 7-6(3), 3-6, [10-6] | Details |
| 19 juni  | Cinch Championships Londen, Verenigd Koninkrijk ATP Tour 500 € 2.195.175 - gras - 32S/16Q/16D                 | Carlos Alcaraz              | Alex de Minaur                       | 6-4, 6-4            | Details |
| 19 juni  | Cinch Championships Londen, Verenigd Koninkrijk ATP Tour 500 € 2.195.175 - gras - 32S/16Q/16D                 | Ivan Dodig Austin Krajicek  | Taylor Fritz Jiří Lehečka            | 6-4, 6-7(5), [10-3] | Details |
| 26 juni  | Rothesay International Eastbourne Eastbourne, Verenigd Koninkrijk ATP Tour 250 € 723.655 - gras - 28S/16Q/16D | Francisco Cerúndolo         | Tommy Paul                           | 6-4, 1-6, 6-4       | Details |
| 26 juni  | Rothesay International Eastbourne Eastbourne, Verenigd Koninkrijk ATP Tour 250 € 723.655 - gras - 28S/16Q/16D | Nikola Mektić Mate Pavić    | Ivan Dodig Austin Krajicek           | 6-4, 6-2            | Details |
| 26 juni  | Mallorca Championships Santa Ponsa, Spanje ATP Tour 250 € 915.630 - gras - 28S/16Q/16D                        | Christopher Eubanks         | Adrian Mannarino                     | 6-1, 6-4            | Details |
| 26 juni  | Mallorca Championships Santa Ponsa, Spanje ATP Tour 250 € 915.630 - gras - 28S/16Q/16D                        | Yuki Bhambri Lloyd Harris   | Robin Haase Philipp Oswald           | 6-3, 6-4            | Details |

### Juli
| Week van       | Toernooi | Winnaar(s)                               | Finalist(en)                          | Uitslag finale             |         |
| -------------- | --- | ---------------------------------------- | ------------------------------------- | -------------------------- | ------- |
| 3 juli 10 juli | Wimbledon Londen, Verenigd Koninkrijk Grand Slam £22.350.000 - gras 128S/128Q/64D/32X                              | Carlos Alcaraz                           | Novak Đoković                         | 1-6, 7-6(6), 6-1, 4-6, 6-3 | Details |
| 3 juli 10 juli | Wimbledon Londen, Verenigd Koninkrijk Grand Slam £22.350.000 - gras 128S/128Q/64D/32X                              | Wesley Koolhof Neal Skupski              | Marcel Granollers Horacio Zeballos    | 6-4, 6-4                   | Details |
| 3 juli 10 juli | Wimbledon Londen, Verenigd Koninkrijk Grand Slam £22.350.000 - gras 128S/128Q/64D/32X                              | Ljoedmyla Kitsjenok Mate Pavić           | Xu Yifan Joran Vliegen                | 6-4, 6-7(6), 6-3           | Details |
| 17 juli        | Hopman Cup Nice, Frankrijk ITF gemengd teamcompetitie Gravel - 6 teams                                             | Kroatië Borna Ćorić Donna Vekić          | Zwitserland Leandro Riedi Céline Naef | 2-0                        | Details |
| 17 juli        | Nordea Open Båstad, Zweden ATP Tour 250 € 562.815 - gravel - 28S/16Q/16D                                           | Andrej Roebljov                          | Casper Ruud                           | 7-6(3), 6-0                | Details |
| 17 juli        | Nordea Open Båstad, Zweden ATP Tour 250 € 562.815 - gravel - 28S/16Q/16D                                           | Gonzalo Escobar Oleksandr Nedovjesov     | Francisco Cabral Rafael Matos         | 6-2, 6-2                   | Details |
| 17 juli        | EFG Swiss Open Gstaad Gstaad, Zwitserland ATP Tour 250 € 562.815 - gravel - 28S/16Q/16D                            | Pedro Cachin                             | Albert Ramos Viñolas                  | 3-6, 6-0, 7-5              | Details |
| 17 juli        | EFG Swiss Open Gstaad Gstaad, Zwitserland ATP Tour 250 € 562.815 - gravel - 28S/16Q/16D                            | Dominic Stricker Stan Wawrinka           | Marcelo Demoliner Matwé Middelkoop    | 7-6(8), 6-2                | Details |
| 17 juli        | Hall of Fame Open Newport, Verenigde Staten ATP Tour 250 $ 642.735 - gras - 28S/16Q/16D                            | Adrian Mannarino                         | Alex Michelsen                        | 6-2, 6-4                   | Details |
| 17 juli        | Hall of Fame Open Newport, Verenigde Staten ATP Tour 250 $ 642.735 - gras - 28S/16Q/16D                            | Nathaniel Lammons Jackson Withrow        | William Blumberg Max Purcell          | 6-3, 5-7, [10-5]           | Details |
| 24 juli        | Hamburg European Open Hamburg, Duitsland ATP Tour 500 € 1.831.515 - gravel - 48S/16Q/16D                           | Alexander Zverev                         | Laslo Djere                           | 7-5, 6-3                   | Details |
| 24 juli        | Hamburg European Open Hamburg, Duitsland ATP Tour 500 € 1.831.515 - gravel - 48S/16Q/16D                           | Kevin Krawietz Tim Pütz                  | Sander Gillé Joran Vliegen            | 7-6(4), 6-3                | Details |
| 24 juli        | Truist Atlanta Open presented by Fiserv Atlanta, Verenigde Staten ATP Tour 250 $ 737.170 - hardcourt - 28S/16Q/16D | Taylor Fritz                             | Aleksandar Vukic                      | 7-5, 6-7(5), 6-4           | Details |
| 24 juli        | Truist Atlanta Open presented by Fiserv Atlanta, Verenigde Staten ATP Tour 250 $ 737.170 - hardcourt - 28S/16Q/16D | Nathaniel Lammons Jackson Withrow        | Max Purcell Jordan Thompson           | 7-6(3), 7-6(4)             | Details |
| 24 juli        | Plava Laguna Croatia Open Umag Umag, Kroatië ATP Tour 250 € 562.815 - gravel - 28S/16Q/16D                         | Alexei Popyrin                           | Stan Wawrinka                         | 6-7(5), 6-3, 6-4           | Details |
| 24 juli        | Plava Laguna Croatia Open Umag Umag, Kroatië ATP Tour 250 € 562.815 - gravel - 28S/16Q/16D                         | Blaž Rola Nino Serdarušić                | Simone Bolelli Andrea Vavassori       | 4-6, 7-6(2), [15-13]       | Details |
| 31 juli        | Citi Open Washington, Verenigde Staten ATP Tour 500 $ 2.013.940 - hardcourt - 48S/16Q/16D                          | Daniel Evans                             | Tallon Griekspoor                     | 7-5, 6-3                   | Details |
| 31 juli        | Citi Open Washington, Verenigde Staten ATP Tour 500 $ 2.013.940 - hardcourt - 48S/16Q/16D                          | Máximo González Andrés Molteni           | Mackenzie McDonald Ben Shelton        | 6-7(4), 6-2, [10-6]        | Details |
| 31 juli        | Generali Open Kitzbühel, Oostenrijk ATP Tour 250 € 562.815 - gravel - 28S/16Q/16D                                  | Sebastián Báez                           | Dominic Thiem                         | 6-3, 6-1                   | Details |
| 31 juli        | Generali Open Kitzbühel, Oostenrijk ATP Tour 250 € 562.815 - gravel - 28S/16Q/16D                                  | Alexander Erler Lucas Miedler            | Gonzalo Escobar Oleksandr Nedovjesov  | 6-4, 6-4                   | Details |
| 31 juli        | Abierto de Tenis Mifel Cabo San Lucas (Los Cabos), Mexico ATP Tour 250 $ 852.480 - hardcourt - 28S/16Q/16D         | Stéfanos Tsitsipás                       | Alex de Minaur                        | 6-3, 6-4                   | Details |
| 31 juli        | Abierto de Tenis Mifel Cabo San Lucas (Los Cabos), Mexico ATP Tour 250 $ 852.480 - hardcourt - 28S/16Q/16D         | Santiago González Édouard Roger-Vasselin | Andrew Harris Dominik Koepfer         | 6-4, 7-5                   | Details |

### Augustus
| Week van                | Toernooi | Winnaar(s)                        | Finalist(en)                   | Uitslag finale      |         |
| ----------------------- | --- | --------------------------------- | ------------------------------ | ------------------- | ------- |
| 7 augustus              | National Bank Open presented by Rogers Toronto, Canada ATP Tour Masters 1000 $ 6.600.000 - hardcourt - 56S/28Q/28D | Jannik Sinner                     | Alex de Minaur                 | 6-4, 6-1            | Details |
| 7 augustus              | National Bank Open presented by Rogers Toronto, Canada ATP Tour Masters 1000 $ 6.600.000 - hardcourt - 56S/28Q/28D | Marcelo Arévalo Jean-Julien Rojer | Rajeev Ram Joe Salisbury       | 6-3, 6-1            | Details |
| 14 augustus             | Western & Southern Open Cincinnati, Verenigde Staten ATP Tour Masters 1000 $ 6.600.000 - hardcourt - 56S/28Q/28D   | Novak Djokovic                    | Carlos Alcaraz                 | 5-7, 7-6(7), 7-6(4) | Details |
| 14 augustus             | Western & Southern Open Cincinnati, Verenigde Staten ATP Tour Masters 1000 $ 6.600.000 - hardcourt - 56S/28Q/28D   | Máximo González Andrés Molteni    | Jamie Murray Michael Venus     | 3-6, 6-1, [11-9]    | Details |
| 21 augustus             | Winston-Salem Open Winston-Salem, Verenigde Staten ATP Tour 250 $ 760.930 - hardcourt - 28S/16Q/16D                | Sebastián Báez                    | Jiří Lehečka                   | 6-4, 6-3            | Details |
| 21 augustus             | Winston-Salem Open Winston-Salem, Verenigde Staten ATP Tour 250 $ 760.930 - hardcourt - 28S/16Q/16D                | Nathaniel Lammons Jackson Withrow | Lloyd Glasspool Neal Skupski   | 6-3, 6-4            | Details |
| 28 augustus 4 september | US Open New York, Verenigde Staten Grand Slam $ 32.500.000 - hardcourt - 128S/128Q/64D/32X                         | Novak Đoković                     | Daniil Medvedev                | 6-3, 7-6, 6-3       | Details |
| 28 augustus 4 september | US Open New York, Verenigde Staten Grand Slam $ 32.500.000 - hardcourt - 128S/128Q/64D/32X                         | Rajeev Ram Joe Salisbury          | Rohan Bopanna Matthew Ebden    | 2-6, 6-3, 6-4       | Details |
| 28 augustus 4 september | US Open New York, Verenigde Staten Grand Slam $ 32.500.000 - hardcourt - 128S/128Q/64D/32X                         | Anna Danilina Harri Heliövaara    | Jessica Pegula Austin Krajicek | 6-3, 6-4            | Details |

### September
| Week van     | Toernooi | Winnaar(s)                                                                                               | Finalist(en)                                                                                                | Uitslag finale       |         |
| ------------ | --- | --- | --- | -------------------- | ------- |
| 12 september | Davis Cup by Rakuten (groepsfase) Bologna, Italië Manchester, Italië Valencia, Spanje Split, Kroatië hardcourt (i) - 16 teams (RR) | Canada Verenigd Koninkrijk Tsjechië Nederland                                                            | Italië Australië Servië Finland                                                                             |                      | Details |
| 19 september | Laver Cup Vancouver, Canada Continententoernooi hardcourt (i) - 2 teams                                                            | Team Wereld Taylor Fritz Frances Tiafoe Tommy Paul Félix Auger-Aliassime Ben Shelton Francisco Cerúndolo | Team Europa Andrej Roebljov Casper Ruud Hubert Hurkacz Alejandro Davidovich Fokina Gaël Monfils Arthur Fils | 13-2                 | Details |
| 19 september | Chengdu Open Chengdu, China ATP Tour 250 $ 1.152.805 - hardcourt - 28S/16Q/16D                                                     | Alexander Zverev                                                                                         | Roman Safioellin                                                                                            | 6-7(2), 7-6(5), 6-3  | Details |
| 19 september | Chengdu Open Chengdu, China ATP Tour 250 $ 1.152.805 - hardcourt - 28S/16Q/16D                                                     | Sadio Doumbia Fabien Reboul                                                                              | Francisco Cabral Rafael Matos                                                                               | 4-6, 7-5, [10-7]     | Details |
| 19 september | Zhuhai Championships Zhuhai, China ATP Tour 250 $ 981.785 - hardcourt - 28S/16Q/16D                                                | Karen Khachanov                                                                                          | Yoshihito Nishioka                                                                                          | 7-6(2), 6-1          | Details |
| 19 september | Zhuhai Championships Zhuhai, China ATP Tour 250 $ 981.785 - hardcourt - 28S/16Q/16D                                                | Jamie Murray Michael Venus                                                                               | Nathaniel Lammons Jackson Withrow                                                                           | 6-4, 6-4             | Details |
| 25 september | China Open Peking, China ATP Tour 500 $ 3.633.875 - hardcourt - 32S/16Q/16D                                                        | Jannik Sinner                                                                                            | Daniil Medvedev                                                                                             | 7-6(2), 7-6(2)       | Details |
| 25 september | China Open Peking, China ATP Tour 500 $ 3.633.875 - hardcourt - 32S/16Q/16D                                                        | Ivan Dodig Austin Krajicek                                                                               | Wesley Koolhof Neal Skupski                                                                                 | 6-7(12), 6-3, [10-5] | Details |
| 25 september | Astana Open Astana, Kazachstan ATP Tour 250 $ 1.017.850 - hardcourt (i) - 32S/16Q/16D                                              | Adrian Mannarino                                                                                         | Sebastian Korda                                                                                             | 4-6, 6-3, 6-2        | Details |
| 25 september | Astana Open Astana, Kazachstan ATP Tour 250 $ 1.017.850 - hardcourt (i) - 32S/16Q/16D                                              | Nathaniel Lammons Jackson Withrow                                                                        | Mate Pavić John Peers                                                                                       | 7-6(4), 7-6(7)       | Details |

### Oktober
| Week van            | Toernooi                                                                                              | Winnaar(s)                               | Finalist(en)                      | Uitslag finale         |         |
| ------------------- | --- | ---------------------------------------- | --------------------------------- | ---------------------- | ------- |
| 2 oktober 9 oktober | Shanghai Masters Shanghai, China ATP Tour Masters 1000 $ 8.800.000 - hardcourt (i) - 96S/48Q/32D      | Hubert Hurkacz                           | Andrej Roebljov                   | 6-3, 3-6, 7-6(8)       | Details |
| 2 oktober 9 oktober | Shanghai Masters Shanghai, China ATP Tour Masters 1000 $ 8.800.000 - hardcourt (i) - 96S/48Q/32D      | Marcel Granollers Horacio Zeballos       | Rohan Bopanna Matthew Ebden       | 5-7, 6-2, [10-7]       | Details |
| 16 oktober          | Kinoshita Japan Open Tokio, Japan ATP Tour 500 $ 2.013.940 - hardcourt - 32S/16Q/16D                  | Ben Shelton                              | Aslan Karatsev                    | 7-5, 6-1               | Details |
| 16 oktober          | Kinoshita Japan Open Tokio, Japan ATP Tour 500 $ 2.013.940 - hardcourt - 32S/16Q/16D                  | Rinky Hijikata Max Purcell               | Jamie Murray Michael Venus        | 6-4, 6-1               | Details |
| 16 oktober          | European Open Antwerpen, België ATP Tour 250 € 673.630 - hardcourt (i) - 28S/16Q/16D                  | Aleksandr Boeblik                        | Arthur Fils                       | 6-4, 6-4               | Details |
| 16 oktober          | European Open Antwerpen, België ATP Tour 250 € 673.630 - hardcourt (i) - 28S/16Q/16D                  | Petros Tsitsipás Stéfanos Tsitsipás      | Ariel Behar Adam Pavlásek         | 6-7(5), 6-4, [10-8]    | Details |
| 16 oktober          | Stockholm Open Stockholm, Zweden ATP Tour 250 € 673.630 - hardcourt (i) - 28S/16Q/16D                 | Gaël Monfils                             | Pavel Kotov                       | 7-6(8), 6-2            | Details |
| 16 oktober          | Stockholm Open Stockholm, Zweden ATP Tour 250 € 673.630 - hardcourt (i) - 28S/16Q/16D                 | Andrej Goloebev Denys Moltsjanov         | Yuki Bhambri Julian Cash          | 6-7(5), 6-4, [10-8]    | Details |
| 23 oktober          | Swiss Indoors Basel Bazel, Zwitserland ATP Tour 500 € 2.196.000- hardcourt (i) - 32S/16Q/16D          | Félix Auger-Aliassime                    | Hubert Hurkacz                    | 7-6(3), 7-6(5)         | Details |
| 23 oktober          | Swiss Indoors Basel Bazel, Zwitserland ATP Tour 500 € 2.196.000- hardcourt (i) - 32S/16Q/16D          | Santiago González Édouard Roger-Vasselin | Hugo Nys Jan Zieliński            | 6-7(8), 7-6(7), [10-1] | Details |
| 23 oktober          | Erste Bank Open Wenen, Oostenrijk ATP Tour 500 € 2.409.835 - hardcourt (i) - 32S/16Q/16D              | Jannik Sinner                            | Daniil Medvedev                   | 7-6(7), 4-6, 6-3       | Details |
| 23 oktober          | Erste Bank Open Wenen, Oostenrijk ATP Tour 500 € 2.409.835 - hardcourt (i) - 32S/16Q/16D              | Rajeev Ram Joe Salisbury                 | Nathaniel Lammons Jackson Withrow | 6-4, 5-7, [12-10]      | Details |
| 30 oktober          | Rolex Paris Masters Parijs, Frankrijk ATP Tour Masters 1000 € 5.779.335 - hardcourt (i) - 56S/24Q/24D | Novak Djokovic                           | Grigor Dimitrov                   | 6-4, 6-3               | Details |
| 30 oktober          | Rolex Paris Masters Parijs, Frankrijk ATP Tour Masters 1000 € 5.779.335 - hardcourt (i) - 56S/24Q/24D | Santiago González Édouard Roger-Vasselin | Rohan Bopanna Matthew Ebden       | 6-2, 5-7, [10-7]       | Details |

### November
| Week van    | Toernooi | Winnaar(s)                           | Finalist(en)                       | Uitslag finale                |         |
| ----------- | --- | ------------------------------------ | ---------------------------------- | ----------------------------- | ------- |
| 6 november  | Moselle Open Metz, Frankrijk ATP Tour 250 € 562.815 - hardcourt (i) - 28S/16Q/16D                                         | Ugo Humbert                          | Aleksandr Sjevtsjenko              | 6-3, 6-3                      | Details |
| 6 november  | Moselle Open Metz, Frankrijk ATP Tour 250 € 562.815 - hardcourt (i) - 28S/16Q/16D                                         | Hugo Nys Jan Zieliński               | Constantin Frantzen Hendrik Jebens | 6-4, 6-4                      | Details |
| 6 november  | Sofia Open Sofia, Bulgarije ATP Tour 250 € 562.815 - hardcourt (i) - 28S/16Q/16D                                          | Adrian Mannarino                     | Jack Draper                        | 7-6(6), 2-6, 6-3              | Details |
| 6 november  | Sofia Open Sofia, Bulgarije ATP Tour 250 € 562.815 - hardcourt (i) - 28S/16Q/16D                                          | Gonzalo Escobar Oleksandr Nedovjesov | Julian Cash Nikola Mektić          | 6-3, 3-6, [13-11]             | Details |
| 13 november | Nitto ATP Finals Turijn, Italië ATP Finals $ - hardcourt (i) - 8S/8D (RR)                                                 | Novak Djokovic                       | Jannik Sinner                      | 6-3, 6-3                      | Details |
| 13 november | Nitto ATP Finals Turijn, Italië ATP Finals $ - hardcourt (i) - 8S/8D (RR)                                                 | Rajeev Ram Joe Salisbury             | Marcel Granollers Horacio Zeballos | 6-3, 6-4                      | Details |
| 20 november | Davis Cup by Rakuten (finaleronde) Malaga, Spanje hardcourt (i) - 8 teams                                                 | Italië                               | Australië                          | 2-0                           | Details |
| 27 november | Intese Sanpoala Next Gen ATP Finals Jeddah, Saoedi-Arabië Next Generation ATP Finals $2.000.000 - hardcourt (i) - 8S (RR) | Hamad Medjedovic                     | Arthur Fils                        | 3-4(6), 4-1, 4-2, 3-4(9), 4-1 | Details |

### December
Geen toernooien

## Overzicht ondergronden
| Januari                  | Januari | Januari | Januari | Februari | Februari | Februari | Februari | Maart | Maart | Maart | Maart | Maart | April | April | April | April | Mei | Mei | Mei | Mei | Juni | Juni | Juni | Juni | Juni | Juli | Juli | Juli | Juli | Augustus | Augustus | Augustus | Augustus | Augustus | September | September | September | September | Oktober | Oktober | Oktober | Oktober | November | November | November | November | November | December | December | December | December |
| ↓ Hardcourt (30 weken) ↓ |         |         |         |          |          |          |          |       |       |       |       |       |       |       |       |       |     |     |     |     |      |      |      |      |      |      |      |      |      |          |          |          |          |          |           |           |           |           |         |         |         |         |          |          |          |          |          |          |          |          |          |
|                          |         |         |         |          |          |          |          |       |       |       |       |       |       |       |       |       |     |     |     |     |      |      |      |      |      |      |      |      |      |          |          |          |          |          |           |           |           |           |         |         |         |         |          |          |          |          |          |          |          |          |          |
| ↓ Gravel (17 weken) ↓    |         |         |         |          |          |          |          |       |       |       |       |       |       |       |       |       |     |     |     |     |      |      |      |      |      |      |      |      |      |          |          |          |          |          |           |           |           |           |         |         |         |         |          |          |          |          |          |          |          |          |          |
|                          |         |         |         |          |          |          |          |       |       |       |       |       |       |       |       |       |     |     |     |     |      |      |      |      |      |      |      |      |      |          |          |          |          |          |           |           |           |           |         |         |         |         |          |          |          |          |          |          |          |          |          |
| ↓ Gras (6 weken) ↓       |         |         |         |          |          |          |          |       |       |       |       |       |       |       |       |       |     |     |     |     |      |      |      |      |      |      |      |      |      |          |          |          |          |          |           |           |           |           |         |         |         |         |          |          |          |          |          |          |          |          |          |
|                          |         |         |         |          |          |          |          |       |       |       |       |       |       |       |       |       |     |     |     |     |      |      |      |      |      |      |      |      |      |          |          |          |          |          |           |           |           |           |         |         |         |         |          |          |          |          |          |          |          |          |          |

|  | = Grandslamtoernooi |  | = Davis Cup (ondergrond bepaald door thuisspelend land) |

## Statistieken toernooien

### Toernooien per ondergrond
| Ondergrond   | Aantal | Buiten/binnen | Aantal |
| ------------ | ------ | ------------- | ------ |
| Hardcourt    | 38     | Buiten        | 22     |
| Hardcourt    | 38     | Binnen        | 16     |
| Gravel       | 22     | Buiten        | 22     |
| Gras         | 8      | Buiten        | 8      |
| Verschillend | 1      | Verschillend  | 1      |
| Totaal       | 69     |               |        |

### Toernooien per continent
| Continent     | Aantal |
| ------------- | ------ |
| Europa        | 33     |
| Noord-Amerika | 15     |
| Azië          | 10     |
| Oceanië       | 5      |
| Zuid-Amerika  | 4      |
| Afrika        | 1      |
| Verschillend  | 1      |
| Totaal        | 69     |

### Toernooien per land
| Aantal | Land |
| ------ | --- |
| 11     | Verenigde Staten |
| 7      | Frankrijk |
| 4      | Australië, China, Duitsland |
| 3      | Spanje, Verenigd Koninkrijk, Zwitserland |
| 2      | Argentinië, Canada, Italië, Mexico, Nederland, Oostenrijk, Zweden |
| 1      | België, Bosnië en Herzegovina, Brazilië, Bulgarije, Chili, India, Japan, Kazachstan, Kroatië, Marokko, Monaco, Nieuw-Zeeland, Portugal, Qatar, Saoedi-Arabië, Verenigde Arabische Emiraten |

## Uitzendrechten
De ATP tennistoernooien waren in 2023 in Nederland te zien op Ziggo Sport (beschikbaar voor klanten van tv-aanbieder Ziggo) en betaalzender Ziggo Sport Totaal. De betaalzender Ziggo Sport Totaal beschikte over het eigen tenniskanaal Ziggo Sport Tennis. Ziggo Sport zond alle 9 ATP Tour Masters 1000 toernooi uit, evenals alle alle 13 ATP Tour 500 toernooien en verschillende ATP Tour 250 toernooien.